# Lejonmanen
Lejonmanen (engelska: The Adventure of the Lion's Mane) är en av Sir Arthur Conan Doyles 56 noveller om detektiven Sherlock Holmes. Det är en av 12 noveller i novellsamlingen "The Case-Book of Sherlock Holmes". Novellen står ut eftersom det är en av endast två noveller där Sherlock Holmes, och inte doktor Watson är berättaren. Doktor Watson medverkar inte alls i novellen.

## Handling
Holmes njuter som pensionär i Sussex. En dag möter han en vän, Harold Stackhurst, på stranden. Stackhurst är rektor på en närliggande skola. Plötsligt stapplar en lärare på skolan, Fitzroy McPherson, fram till dem. Han är mycket upprörd och medtagen och bär endast byxor och en överrock. McPherson ramlar ihop, säger något om "lejonmanen" och dör. Hans rygg antyder att han har piskats, kanske av en niosvansad katt.

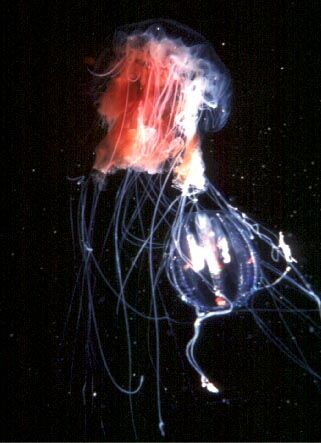
En röd brännmanet.

Ytterligare en lärare på skolan, Ian Murdoch, ansluter till dem, men han har inte sett något. Det finns inget vittne överhuvudtaget. McPherson och Murdoch är vänner, men har tydligen inte alltid varit det. De har haft gräl tidigare, med inslag av stort raseri från Murdochs sida. 
Murdoch blir allt mer misstänkt bland annat då Holmes och Stackhurst erfar att han hyst känslor för McPhersons fästmö. 
McPhersons hund påträffas sedan död - på samma plats och med samma skador som sin husse. Då börjar Holmes grunna mer på McPhersons sista ord, "lejonmanen". Han tycker det känns bekant men kan inte riktigt komma på hur.
Polisen vill arrestera Murdoch, men Holmes avråder. Det finns inte tillräckligt med bevis och Murdoch har dessutom ett alibi. Murdoch hittas sedan skadad på precis samma sätt som McPherson, fast vid liv. Holmes hittar mördaren - en röd brännmanet ("Lion's mane" på engelska).